# Kolej Linowa na Zielonej Górze w Kownie

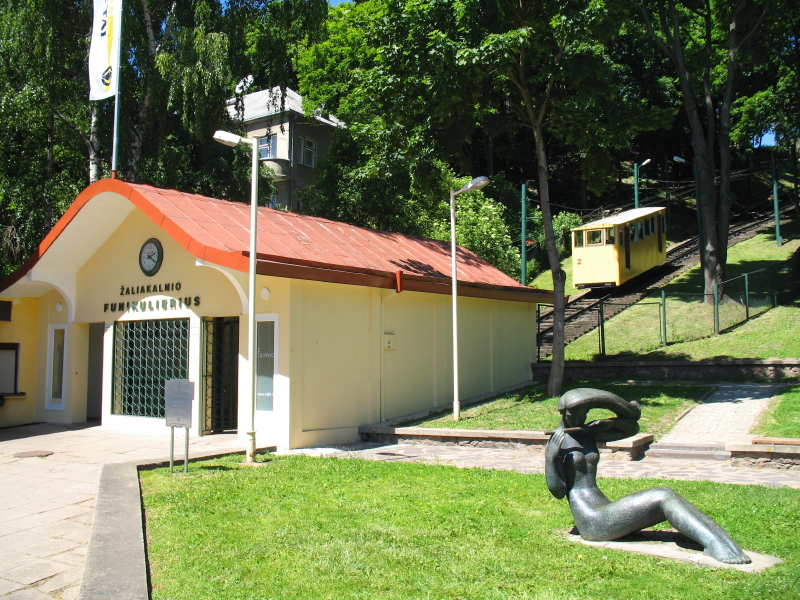
Stacja kolejki

Kolej Linowa na Zielonej Górze (lit. Žaliakalnio funikulierius, Žaliakalnio keltuvas) – kolej linowa w Kownie, na Zielonej Górze, otwarta w 1931.
Trasa na Zieloną Górę jest najstarszym funikularem na Litwie – została zbudowana przez niemiecką spółkę AEG i oficjalnie otwarta 5 sierpnia 1931 roku. Trasa powstała w celu skomunikowania centrum Kowna z nowo włączoną do miasta Zieloną Górą. Po analizie odrzucono koncepcję kolei wąskotorowej i tramwaju, decydując się na funikular. Ze względu na duże obciążenie kolej przebudowano z jednowagonowej na dwuwagonową, a w 1937 r. wagony zamieniono na większe.
Linia ma 142 m długości, w 1,5 min. pokonuje wzgórze o nachyleniu ok. 26% (różnica wysokości wynosi 75 m). Prowadzi od Muzeum Wojennego Witolda Wielkiego do Kościoła Zmartwychwstania Pańskiego. Z Zielonej Góry (Žaliakalnis) rozciąga się jeden z piękniejszych widoków na Kowno. Linię obsługują wagony pochodzące z 1937 roku.